# Dreifaltigkeitskirche (Favoriten)

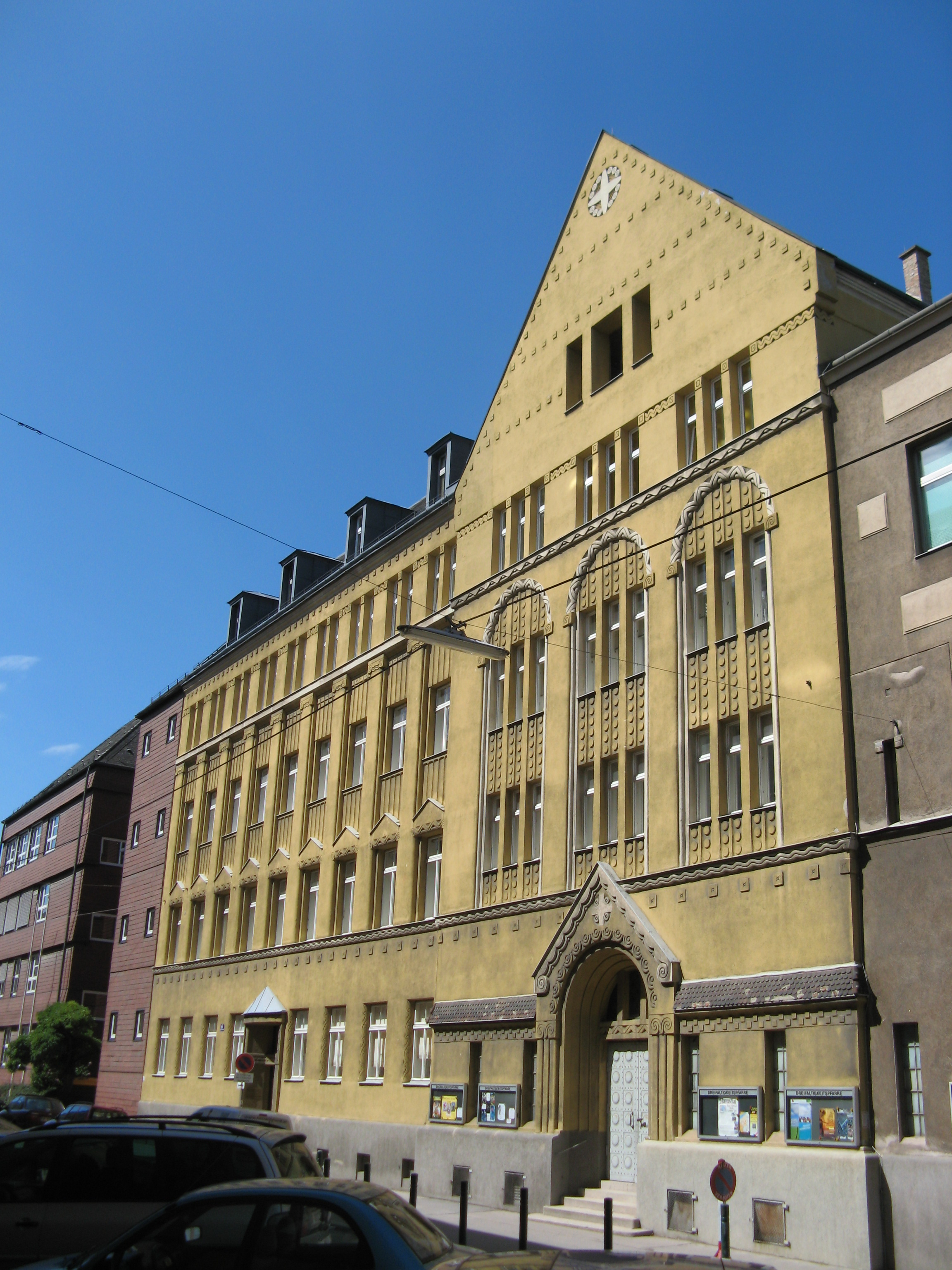
Dreifaltigkeitskirche

Die Dreifaltigkeitskirche ist ein römisch-katholisches Kirchengebäude im 10. Wiener Gemeindebezirk Favoriten. Sie ist der Allerheiligsten Dreifaltigkeit geweiht.

## Geschichte

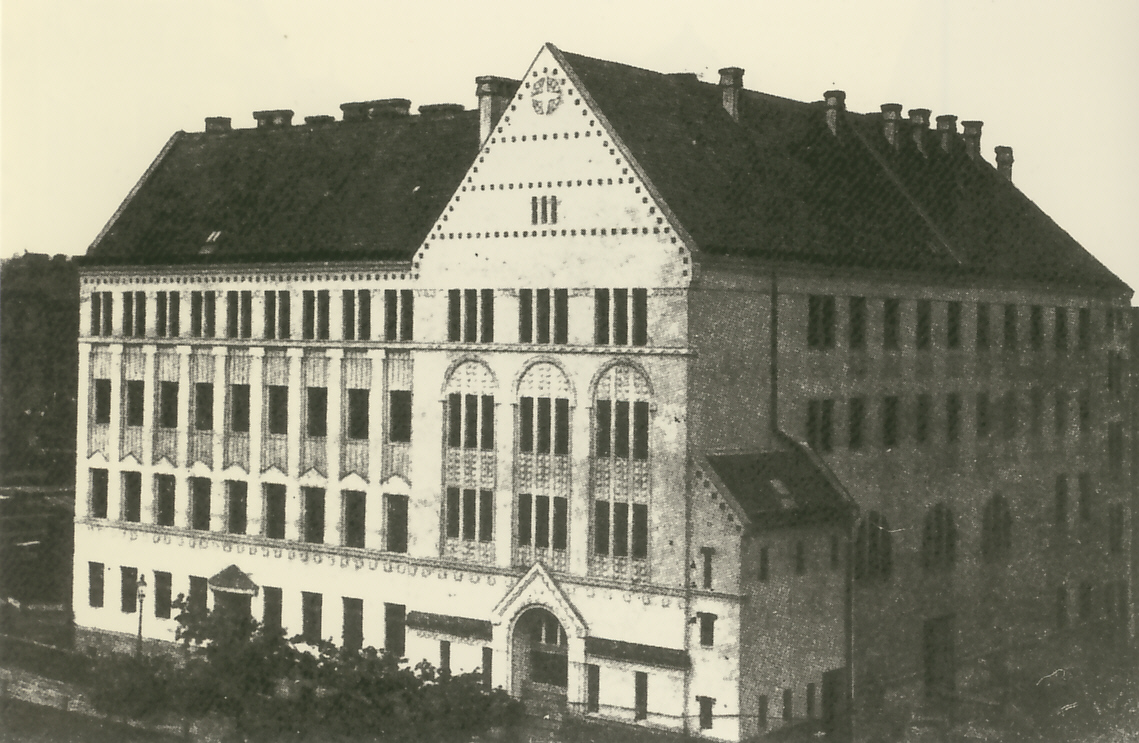
Urspr. Philomena-Kirche um 1915

Die Kirche wurde von 1913 bis 1914 erbaut und 1914 zunächst der Heiligen Philomena geweiht. 1942 erfolgte die Erhebung zur Pfarrkirche. Der Architekt Hans Petermair leitete von 1954 bis 1959 eine Umgestaltung des Innenraums der Kirche, wobei unter anderem ein Abstellraum in die Taufkapelle umgebaut wurde.
1962 wechselte die Philomena-Kirche ihr Patrozinium und ist seitdem der Allerheiligsten Dreifaltigkeit geweiht. Das Pfarrzentrum an der Alxingergasse 2 entstand in den Jahren 1994 bis 1996. Seit 2014 befindet sich das Kirchengebäude im Eigentum des Instituts Neulandschulen, seit 2015 ist die Kirche Filialkirche der Pfarre „Zum Göttlichen Wort“.

## Lage und Architektur

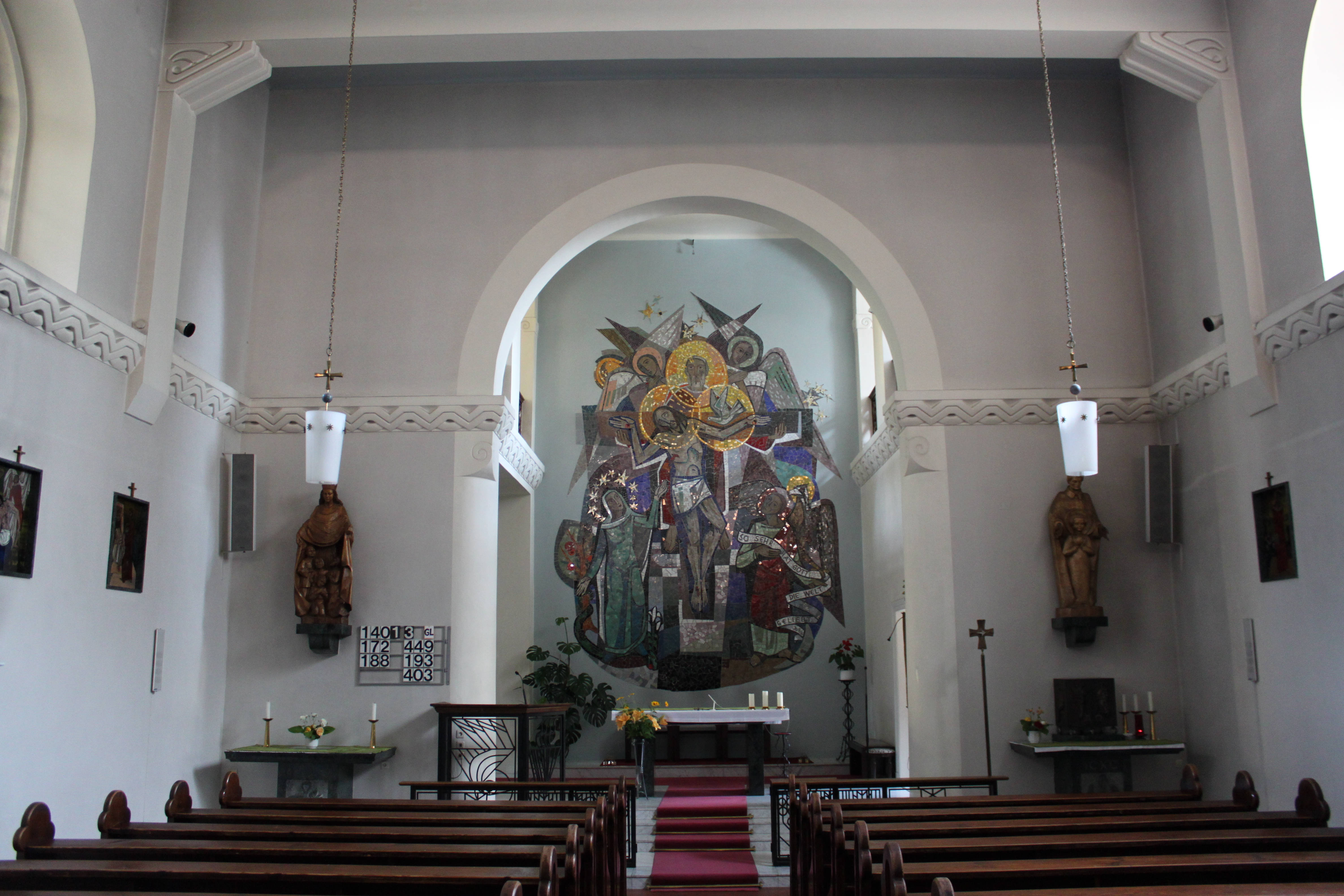
Innenraum der Dreifaltigkeitskirche

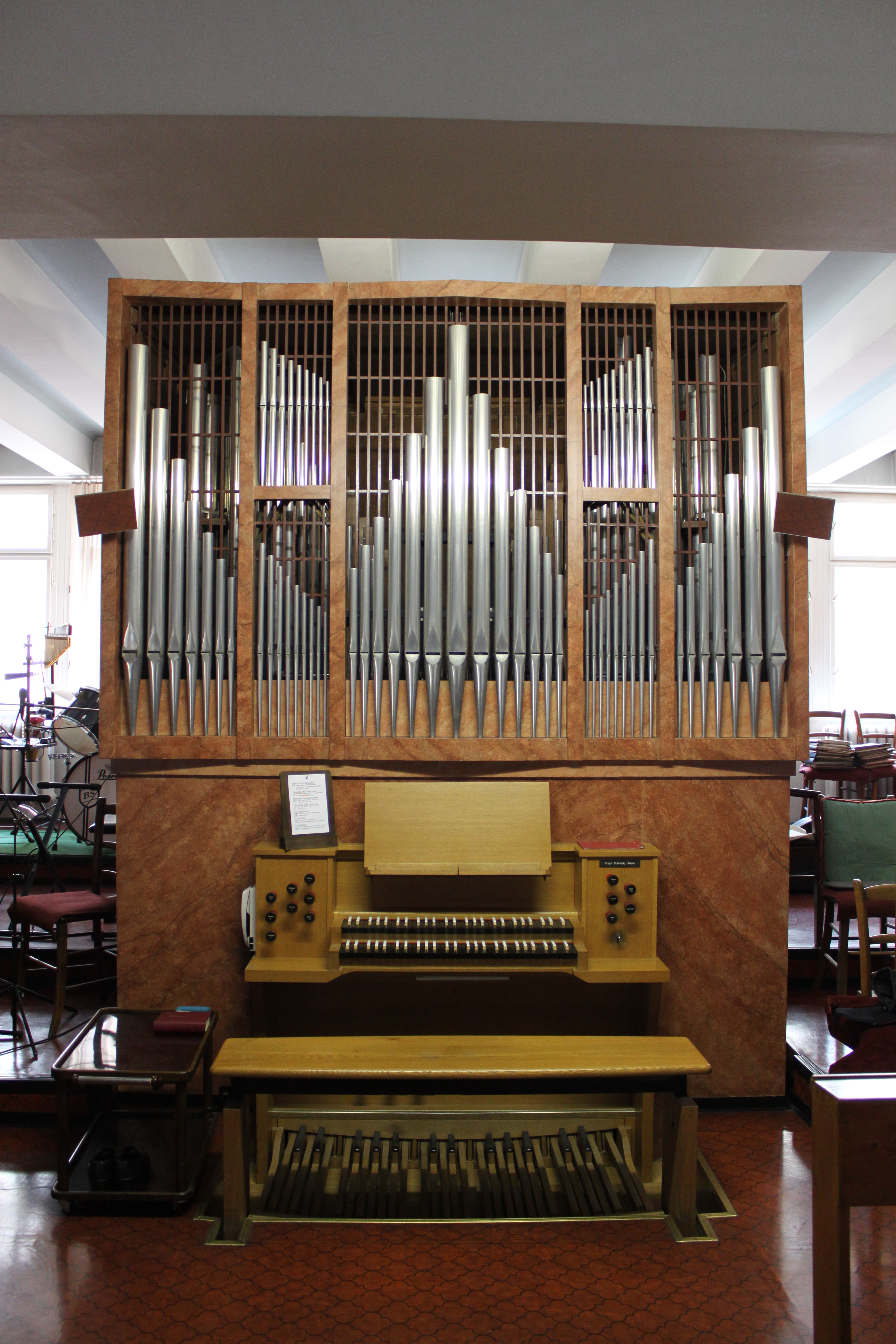
Hauptgehäuse der Orgel (ohne Rückpositiv)

Die Dreifaltigkeitskirche befindet sich an der Alxingergasse 6 im Norden des Bezirksteils Favoriten in der Nähe des Waldmüllerparks. Sie ist eingebettet in einen Gebäudekomplex aus Kirche, Klostergebäude, Pfarrzentrum, Schule, Kindergarten und Hort, der sich durchgängig von der Alxingergasse 2 bis zur Alxingergasse 10 erstreckt und sich bis 2014 im Besitz der Steyler Missionsschwestern befand. Die Bildungseinrichtungen stehen seither wie die Kirche und das ehemalige Kloster im Eigentum des Instituts Neulandschulen.
Das denkmalgeschützte Kirchengebäude, ein Werk des Architekten Richard Jordan, ist eine Saalkirche im späten Heimatstil mit stilisierten neuromanischen Formen. Das in den 1950er Jahren umgestaltete Kircheninnere ist schlicht gehalten. Der Künstler Ernst Bauernfeind schuf 1959 das Altarmosaik mit einer Darstellung des Gnadenstuhls und außerdem Gitter, Glasfenster, ein Sgraffito und das Fußbodenmosaik in der Taufkapelle sowie Glasfenster in der Schmerzhafte-Muttergottes-Kapelle und der Beichtkapelle. Das achteckige Taufbecken in der Taufkapelle besteht aus Adneter Marmor und wurde von Pater Alfred Fräbel aus dem Missionshaus St. Gabriel im ersten Viertel des 20. Jahrhunderts hergestellt. Ein Kreuzweg in Hinterglasmalerei ist ein Werk Heinrich Tahedls und Franz Schütz schuf 1962 die Konsolen-Figuren der Seitenaltäre.
Die drei Glocken aus der Favoritner Glockengießerfabrik Pfundner wurden zu Trinitatis 1962 installiert und sind der Dreifaltigkeit, der Muttergottes und dem Heiligen Antonius geweiht.

### Orgel
Die Orgel wurde im Jahre 1979 von dem Orgelbauer Gregor Hradetzky erbaut. Das Schleifladen-Instrument hat 13 Register auf zwei Manualen und Pedal. Die Spiel- und Registertrakturen sind mechanisch.
| I Hauptwerk C–g3 |            |       |
| 1.               | Salizional | 8′    |
| 2.               | Rohrflöte  | 8′    |
| 3.               | Prinzipal  | 4′    |
| 4.               | Waldflöte  | 2′    |
| 5.               | Mixtur     | 1 ⁄3′ |

| II Rückpositiv C–g3 |                |       |
| 6.                  | Gedeckt        | 8′    |
| 7.                  | Rohrflöte      | 4′    |
| 8.                  | Oktave         | 2′    |
| 9.                  | Quinte         | 1 ⁄3′ |
| 10.                 | Sesquialter II |       |

| Pedalwerk C–f1 |           |     |
| 11.            | Subbaß    | 16′ |
| 12.            | Bassflöte | 8′  |
| 13.            | Choralbaß | 4′  |

- Koppeln: II/I, I/P, II/P

## Gemeindeleben
Die Kirche gehört im Wiener Stadtdekanat 10 zur Pfarre „Zum Göttlichen Wort“.
Gottesdienste finden in der Kirche jeden Sonntag um 9:30 statt.
In der Pfarre Dreifaltigkeitsgemeinde befindet sich eine Le+O-Ausgabestelle der Caritas der Erzdiözese Wien. Sie bietet Unterstützung für armutsgefährdete Personen durch die Ausgabe von Lebensmitteln und kostenlose Beratung.